# Carlo Senoner
Pour les articles homonymes, voir Senoner.
Carlo Senoner, né le 24 octobre 1943 à Selva di Val Gardena, est un skieur alpin italien.

## Biographie
Spécialiste du slalom, il est le premier italien à être sacré champion du monde de slalom à Portillo en 1966. En devançant Guy Périllat, il priva ainsi le ski français d'un Grand Chelem.
Aujourd'hui, il possède l'Hotel Chalet Portillo à Selva di Val Gardena

## Palmarès

### Jeux olympiques d'hiver
| Épreuve / Édition    | Descente | Slalom géant | Slalom  |
| JO 1960 Squaw Valley | —        | 17e          | 13e     |
| JO 1968 Grenoble     | —        | —            | Abandon |

### Championnats du monde
| Épreuve / Édition      | Descente | Slalom géant | Slalom  | Combiné |
| JO 1960 Squaw Valley   | —        | 17e          | 13e     | —       |
| Mondiaux 1962 Chamonix | 26e      | 6e           | 7e      | 4e      |
| Mondiaux 1966 Portillo | 20e      | —            | Or      | —       |
| JO 1968 Grenoble       | —        | —            | Abandon | —       |

### Coupe du monde
Carlo Senoner obtient son meilleur classement en 1967 en se plaçant au 22e rang de la Coupe du monde.

#### Différents classements en Coupe du monde
| Saison / Épreuve | Saison / Épreuve | Général | Général | Slalom | Slalom |
| ---------------- | ---------------- | ------- | ------- | ------ | ------ |
| Saison / Épreuve | Saison / Épreuve | Class.  | Points  | Class. | Points |
| 1967             | 1967             | 22e     | 16      | 14e    | 16     |
| 1968             | 1968             | 57e     | 2       | 33e    | 2      |

### Arlberg-Kandahar
- Meilleur résultat : 9e place dans la slalom 1962 à Sestrières